# Gerardo Caccianemici
Pour les articles homonymes, voir Caccianemici.
Gerardo Caccianemici, né à  Pise en Toscane, et mort fin 1155, est un cardinal italien du XIIe siècle. Il est un parent du pape Lucius III.

## Biographie
Gerardo Caccianemici naît à Pise, à une date inconnue. Il est chanoine au chapitre de la cathédrale de Pise. Le pape Eugène III le crée cardinal lors du consistoire de 1149. Il participe à l'élection d'Anastase IV en 1153 et à l'élection d'Adrien IV en 1154. En 1154,  il est légat en Allemagne auprès de l'empereur Frédéric Barberousse, mais doit rentrer à Rome, tombé en disgrâce à Magdebourg.